# Paulina Cruceanu
Paulina Cruceanu, född 1865, död 1921, var Rumäniens första kvinnliga apotekare. 